# Биро, Лайош
Ла́йош Би́ро (венг. Bíro Lajos; имя при рождении — Лайош Блау (венг. Blau Lajos); 22 августа 1880 — 9 сентября 1948) — венгерский романист, драматург и сценарист, написавший много сценариев к фильмам с начала 1920-х до конца 1940-х годов.

## Биография
Биро родился в городе Орадя (Австро-Венгрия; ныне Румыния) и в конце концов переехал в Великобританию, где работал сценаристом на киностудии London Film Productions.
В 1929 году Биро был номинирован на премию Американской киноакадемии за лучший литературный первоисточник (основу фильма «Последний приказ»), но проиграл Бену Хекту.
Биро умер в Лондоне 9 сентября 1948 года от сердечного приступа и был похоронен на кладбище Хэмпстед.

## Избранная фильмография
- Принц и нищий / The Prince and the Pauper (1920)
- Трагедия в династии Габсбургов / Tragedy in the House of Habsburg (1924)
- Запрещенный рай / Forbidden Paradise (1924)
- Секрет Евы / Eve’s Secret (1925)
- Путь всякой плоти / The Way of All Flesh (1927)
- Последний приказ / The Last Command (1928)
- Желтые лилии / Yellow Lily (1928)
- Ночной дозор / Night Watch (1928)
- Дом с привидениями / The Haunted House (1928)
- Женщин во всем мире / Women Everywhere (1930)
- Майкл и Мэри / Michael and Mary (1931)
- Услуги для женщин / Service for Ladies (1932)
- Частная жизнь Генриха VIII / The Private Life of Henry VIII (1933)
- Возвышение Екатерины Великой / The Rise of Catherine the Great (1934)
- Личная жизнь Дон Жуана / The Private Life of Don Juan (1934)
- Алый первоцвет / The Scarlet Pimpernel (1934)
- Призрак едет на Запад / The Ghost Goes West (1935)
- Рембрандт / Rembrandt (1936)
- Человек, который умел творить чудеса / The Man Who Could Work Miracles (1936)
- Мрачное путешествие / Dark Journey (1937)
- Рыцарь без доспехов / Knight Without Armour (1937)
- Развод леди Икс / The Divorce of Lady X (1938)
- Барабан / The Drum (1938)
- Четыре пера / The Four Feathers (1939)
- Багдадский вор / The Thief of Bagdad (1940)
- Пять гробниц по пути в Каир / Five Graves to Cairo (1943)
- Королевский скандал / A Royal Scandal (1945)
- Идеальный мужчина / An Ideal Husband (1947)